# Arecibo
Arecibo est une ville américaine faisant partie du Commonwealth de Porto Rico (Code International : PR.AC). Lors du recensement de 2010, sa population s’élevait à 96 440 habitants.
Arecibo est aussi connue sous le nom de Villa del Capitán Correa (« la Villa du capitaine Correa »), ainsi nommée d'après le héros Antonio de los Reyes Correa de l'armée espagnole, qui déjoua une invasion de la marine anglaise en tendant une embuscade aux forces menées par le contre-amiral William Whetstone. Arecibo est également connue sous les noms El Diamante del Norte (« Le Diamant du Nord ») et La Ribera del Arecibo (« Le Rivage d'Arecibo »).
Le radiotélescope d'Arecibo, connu comme étant l'un des plus grands du monde, était situé sur le territoire municipal. Arecibo est le siège du diocèse d'Arecibo.

## Histoire
Lorsque les Espagnols arrivent, la zone est occupée par des indigènes Taïnos menés par le cacique Arasibo, chef du yucayeque (« ville ») alors nommé Abacoa.
Les colons espagnols fondent Arecibo en 1556, en nommant la ville d'après le cacique. Arecibo est la troisième ville fondée sur l'île, après Caparra — renommée plus tard San Juan — et San German. Arecibo est officiellement fondée en tant que ville par la Couronne espagnole le 1er mai 1616.
Pendant quelque temps, l'île est convoitée par d'autres puissances européennes. Le 5 août 1702, le capitaine espagnol Antonio de los Reyes Correa défend avec succès Arecibo contre l'invasion de la marine anglaise menée par le contre-amiral William Whetstone. Commandant deux navires et quarante hommes, Whetstone tente de prendre le contrôle de la ville. Correa leur tend une embuscade et réussit à repousser l'attaque, tuant vingt-deux marins. À la fin de la bataille, les Espagnols n'ont qu'un mort et trois blessés à déplorer.
En 1778, Arecibo obtient le statut de Villa par décret royal, bien qu'elle ne soit intégrée comme telle qu'en 1802. En 1850, la ville est gratifiée de la distinction Muy leal (« très loyale »). Par la suite, une grande partie de son territoire forme de nouvelles municipalités, incluant Manatí, Barceloneta, Florida, Utuado, Jayuya, Hatillo, Camuy, Quebradillas et Isabela. En 1982, Arecibo obtient le statut de city (« ville »).

## Géographie
Arecibo a une superficie totale de 443,5 km2 dont 326,3 km2 de terre et 11,2 km2 d'eau (26,43 %).

### Climat
| Mois                              | jan. | fév. | mars | avril | mai | juin | jui. | août | sep. | oct. | nov. | déc. | année |
| --------------------------------- | ---- | ---- | ---- | ----- | --- | ---- | ---- | ---- | ---- | ---- | ---- | ---- | ----- |
| Température minimale moyenne (°C) | 18   | 18   | 18   | 19    | 21  | 21   | 22   | 22   | 21   | 21   | 20   | 19   | 20    |
| Température maximale moyenne (°C) | 29   | 29   | 30   | 31    | 31  | 32   | 32   | 32   | 32   | 32   | 31   | 31   | 31    |
| Précipitations (mm)               | 117  | 79   | 71   | 97    | 147 | 102  | 97   | 114  | 130  | 132  | 155  | 147  | 1 384 |

| Diagramme climatique                                  |        |        |        |         |         |        |         |         |         |         |         |
| J                                                     | F      | M      | A      | M       | J       | J      | A       | S       | O       | N       | D       |
| 2918117                                               | 291879 | 301871 | 311997 | 3121147 | 3221102 | 322297 | 3222114 | 3221130 | 3221132 | 3120155 | 3119147 |
| Moyennes : • Temp. maxi et mini °C • Précipitation mm |        |        |        |         |         |        |         |         |         |         |         |

## Économie

### Commerce
Le principal centre commercial d'Arecibo se nomme Plaza del Atlantico. Un grand centre commercial, du nom de Plaza del Norte, se situe dans la ville voisine de Hatillo.

### Industrie
De grandes entreprises telles que Merck & Co et General Electric sont présentes à Arecibo.

## Quartiers
- Arecibo Pueblo[2]
- Arenalejos
- Arrozal
- Cambalache
- Carreras
- Domingo Ruíz
- Dominguito
- Esperanza
- Factor
- Garrochales
- Hato Abajo
- Hato Arriba
- Hato Viejo
- Islote
- Miraflores
- Río Arriba
- Sabana Hoyos
- Santana
- Tanamá

## Tourisme
- La cathédrale Saint-Philippe-l'apôtre

Arecibo est une des plus anciennes villes coloniales de Porto Rico (1616). Parmi ses monuments historiques se trouve la cathédrale Saint-Philippe-l'apôtre, dont la construction débute à la fin du XVIIIe siècle. La première église, construite au milieu du XVIIe siècle, avait été sérieusement endommagée par un séisme en 1787. La construction de sa remplaçante commence peu après, bien qu'elle ne soit pas achevée avant 1846. Quatre jours après sa consécration, un nouveau séisme la détruit partiellement. Les réparations ne prennent fin qu'en 1882. Le séisme de 1918 endommage la voûte si bien qu'elle est remplacée par un toit plat de béton ; un plafond voûté en contreplaqué est placé à l'intérieur.
La cathédrale d'Arecibo est la deuxième plus grande après celle de San Juan. Le plan est rectangulaire avec trois nefs. Les nefs latérales sont courtes de façon à permettre la présence de grandes chapelles sur les flancs, occupant presque la moitié de la longueur de la cathédrale. L'abside est semi-circulaire, recouverte d'un inhabituel demi-dôme. La façade est une composition triangulaire de trois étages. L'étage supérieur, une petite tour centrale, a été ajoutée après la construction, d'après des architectes et historiens locaux. L'ornementation néoclassique est utilisée de manière académique dans l'étage inférieur, mais dans les deux autres, les bandes et les pilastres sont utilisés de manière moins traditionnelle. Les fenêtres de style Renaissance sont inhabituelles dans les églises portoricaines, mais la tour centrale au-dessus de l'entrée est un élément courant, présent sur toute l'île.
- La mairie

La mairie, construite en 1886, sert de prison aux révolutionnaires du Grito de Lares en 1868. Le séisme de 1918 détruit la façade du bâtiment. Lors des réparations, une tour et une horloge y sont ajoutées. En 1978, la mairie est restaurée dans sa forme originelle.
La mairie d'Arecibo est typique de ces sièges de gouvernement régionaux. Elle est relativement modeste en taille, avec de la maçonnerie en stuc et une composition académiquement correcte. Le pavillon central présente un fronton en légère saillie. Le rez-de-chaussée est de style rustique, avec des ouvertures en arc. Au milieu, les trois portes donnent l'effet d'une loggia. Les fenêtres supérieures ont toutes des frontons segmentés et des balcons ; le trio central partage le même long balcon. Bien que les détails architecturaux soient modestes, l'ensemble est gracieux.
- Le musée d'Art et d'Histoire d'Arecibo présente l'histoire de la ville ainsi que de nombreuses œuvres d'artistes locaux.

- Le phare de la pointe Los Morrillos, bâti en 1898 par les Espagnols. Automatisé en 1964, il est encore en activité de nos jours. Un petit parc, le Parc historique du phare d'Arecibo, a été aménagé autour du phare.

- Le radiotélescope d'Arecibo est célèbre dans le monde entier en raison de sa taille et de sa mission de recueil de signaux extraterrestres dans le cadre du programme SETI. Dans la culture populaire, il a figuré dans de nombreux films, dont les plus célèbres sont GoldenEye et Contact.

- La réserve naturelle de la forêt de Cambalache, située entre Arecibo et Barceloneta, ville située à l'est.

- La Casa Ulanga est à l'origine une résidence construite par l'immigrant espagnol Francisco Ulanga. Elle a été utilisée plus tard comme banque, magasin, mairie, hôpital, prison, tribunal ; elle abrite à présent le Centre culturel d'Arecibo.

- La Cueva del Indio (« Grotte de l'Indien ») est un site archéologique où l'on peut voir des dessins Taïnos.

- Le lac Dos Bocas (« lac des Deux Bouches ») est un lac-réservoir située entre les municipalités d'Arecibo et d'Utuado.

- Le Paseo Victor Rojas (« promenade Victor Rojas »), aussi connue sous le nom de Paseo de Damas ou simplement El fuerte, est construite en 1881, à l'emplacement des ruines du Fort San Miguel

- Le Coliseum Manuel "Petaca" Iguina abrite l'équipe de basket-ball locale, les Arecibo Captains.

- Les plages environnantes, telles Los Morillos, Los Negritos, Poza del Obispo et Las Tunas.

Non loin d'Arecibo se trouve également une base de lancement de fusées-sondes. Depuis 1966 ont été lancées de nombreuses fusées : des Nike Apache, Nike Javellin, Nike Iroquois, Nike Tomahawk, Black Brant, Taurus Orion, et Terrier Orion ont été lancées depuis cette base.

## Culture

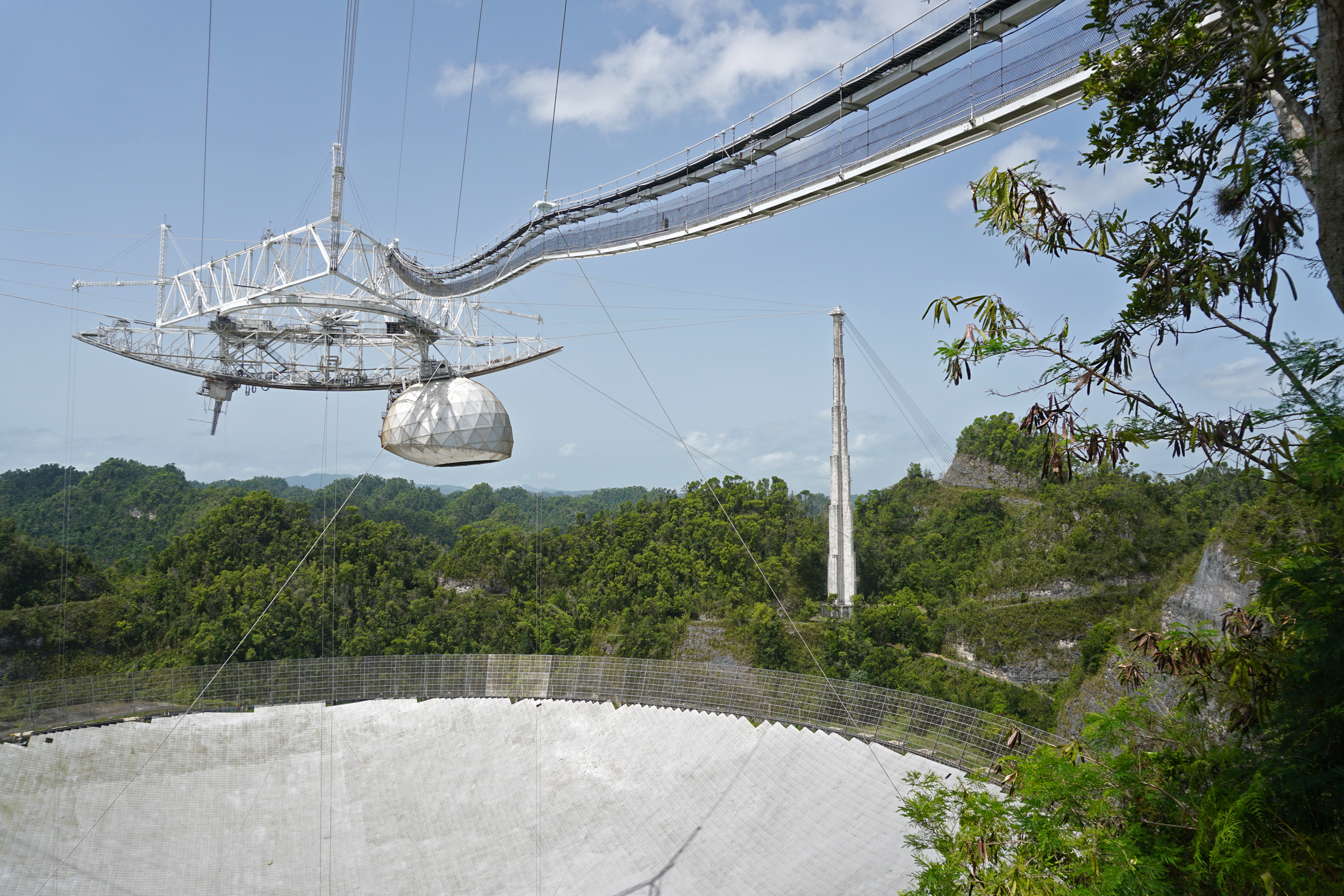
Le radiotélescope d'Arecibo;

En 1974, le radiotélescope d'Arecibo, à Puerto Rico, a envoyé un message aux étoiles. C'était un enchaînement de 1 679 impulsions binaires, lancé vers l'amas globulaire M113, à forte densité stellaire, situé à 25 000 années-lumière. Un extraterrestre intelligent comprendrait que 1 679 est le produit obtenue en multipliant 23 par 73. En organisant les impulsions en un rectangle de 23 colonnes de large et en 73 rangées de profondeur, on obtient un pictogramme qui explique la base de la vie sur Terre.